# ERESBIL-Archivo Vasco de la Música
Eresbil, es una institución dedicada a la preservación y difusión de la documentación musical relacionada con el País Vasco.

Radica en la localidad guipuzcoana de Rentería, donde nace en 1974 de la idea de José Luis Ansorena, director de la Coral Andra Mari de la citada localidad. Surge inicialmente para servir a la semana musical Musikaste, creada en 1973 para difundir la música de los compositores vascos.

## Historia y funciones
ERESBIL es acrónimo de Euskal Ereslarien Bilduma, o Archivo de Compositores Vascos. En el año 2000 cambia su denominación por Archivo Vasco de la Música, en gran parte por la evolución de los propios contenidos de la colección documental.

ERESBIL está articulada en diversas secciones, entre las que destaca la relacionada con las partituras de los compositores vasco-navarros de todos los tiempos. 

Desde el año 2000, ERESBIL preserva una copia del Depósito Legal en el País Vasco. 

ERESBIL recopila desde sus inicios fondos personales e institucionales. Son más de 150 los fondos que contiene, entre los que destacan los relativos a los compositores Jesús Guridi, José Mª Usandizaga, Jesús Arámbarri, Beltrán Pagola, José Mª Uruñuela, Tomás Mújica, Norberto Almandoz, Francisco Escudero o Gotzon Aulestia.

ERESBIL conserva documentos en toda clase de soporte, tanto textual, como audiovisual o iconográfico.

ERESBIL difunde la obra de compositores vascos a través de la Semana MUSIKASTE, que se celebra anualmente en el mes de mayo.

ERESBIL convoca cada dos años, en colaboración con Euskal Fundazioa, la Juan Zelaia Letamendi Musika Beka, destinada a trabajos de investigación que aúnen la música con el euskera.

Se puede acceder a ERESBIL de manera libre, pudiendo además realizarse consultas telemáticas. Desde el año 2003 dispone de página web, que amplía con la realización de páginas web temáticas, de las que están disponibles las relacionadas con Editoriales Musicales del País Vasco y Navarra, Casas y Sellos Discográficos del País Vasco y Navarra, así como las dedicadas a las personalidades de Francisco Escudero, José Antonio Arana Martija, Luis Aramburu o Raimundo Sarriegui.

La página web ofrece además de la colección de partituras de compositores vascos,  información sobre Bibliografía Musical Vasca, el Catálogo general bibliográfico y el directorio de Recursos Musicales del País Vasco.

ERESBIL participa activamente en la Asociación Internacional de Bibliotecas, Archivos y Centros de Documentación Musicales, así como en la rama española AEDOM y pertenece asimismo a la Asociación Internacional de Archivos Sonoros. Es la sede de 
Musikagileak, Asociación Vasco-Navarra de Compositores.